# Panorama Village (Teksas)
Panorama Village je grad u američkoj saveznoj državi Teksas. Prema popisu stanovništva iz 2010. u njemu je živjelo 2.170 stanovnika.